# Каганович Юлій Мойсейович
Юлій Мойсейович Каганович (нар. 1892, село Кабани Радомисльського повіту Київської губернії, тепер Київської області — 31 липня 1962, місто Москва, Російська Федерація) — радянський партійний і державний діяч, 1-й секретар Горьковського обкому ВКП(б) (1937—1939). Входив до складу особливої трійки НКВС СРСР. Депутат Верховної Ради СРСР 1-го скликання, член Президії Верховної Ради СРСР.

## Біографія
Народився в родині прасола Мойсея Гершковича Кагановича. Був молодшим братом Михайла Кагановича і старшим братом Лазаря Кагановича.
У квітні 1906 — травні 1907 року — продавець газет фірми Ротшильда у містах Нікополі та Олександрівську Катеринославської губернії. У червні 1907 — липні 1909 року — продавець в бакалійних магазинах і на складі борошна в місті Олександрівську Катеринославської губернії. З липня 1909 по січень 1910 року — не працював, хворів.
З 1909 по 1913 перебував в організації РСДРП, які називали себе «інтернаціоналістами» в Олександрівську Катеринославської губернії.
У січні 1910 — листопаді 1913 року — робітник вугільного складу Янкелевича, продавець бакалійного магазину Шукстеля в місті Олександрівську Катеринославської губернії.
У листопаді 1913 — січні 1915 року — рядовий солдат 65-го Московського піхотного полку російської армії в місті Холмі Королівства Польського.
У січні 1915 — грудні 1916 року — робітник, десятник, закріпник із забивання паль на залізниці Казань—Єкатеринбург у В'ятській і Костромській губерніях. У грудні 1916 — травні 1918 року — десятник на будівництві залізниці Волхов—Рибінськ у Ярославській і Тверській губерніях. У червні — серпні 1918 року — десятник на будівництві залізничного депо станції Буй Костромської губернії.
У серпні — грудні 1918 року — збивальник снігових щитів Алатирського лісопильного заводу Симбірської губернії. У грудні 1918 — квітні 1919 року — рахівник і робітник для доручень Алатирського відділу охорони здоров'я Симбірської губернії.
У квітні — травні 1919 року — червоноармієць 1-го запасного полку в місті Алатир Симбірської губернії. У травні — серпні 1919 року — робітник для доручень фінансового відділу управління формування Східного фронту. У серпні 1919 — березні 1920 року — рахівник відділу військово-господарського постачання в штабі запасної армії РСЧА в місті Казані.
Член РКП (б) з вересня 1919.
У березні — липні 1920 року — інструктор військового комісара управління постачання штабу запасної армії РСЧА в Казані. У липні — жовтні 1920 року — комісар відділу вартового батальйону РСЧА в Казані. У жовтні — листопаді 1920 року — комісар особливого робітничого батальйону РСЧА в Казані. У листопаді — грудні 1920 року — комісар відділу артилерійського та інженерного постачання штабу запасної армії РСЧА. У грудні 1920 — липні 1921 року — комісар військово-господарського управління штабу запасної армії РСЧА в Казані.
У липні 1921 — квітні 1922 року — комісар відділу залізничного батальйону РСЧА в місті Алатир Симбірської губернії.
У квітні — грудні 1922 року — начальник політичного секретаріату Нижньогородської губернської міліції.
У грудні 1922 — травні 1923 року — відповідальний секретар Ардатовського повітового комітету РКП(б) Нижньогородської губернії.
У травні 1923 — липні 1925 року — відповідальний секретар Міського районного комітету РКП(б) в Нижньому Новгороді.
У липні 1925 — серпні 1927 року — відповідальний секретар Павловського повітового комітету РКП(б) Нижньогородської губернії.
У серпні 1927 — травні 1928 року — слухач курсів повітових партійних працівників при ЦК ВКП(б) у Москві.
У травні 1928 — квітні 1929 року — відповідальний секретар Растяпінського районного комітету РКП(б) Нижньогородської губернії.
У квітні 1929 — липні 1930 року — відповідальний секретар Арзамаського окружного комітету РКП(б) Нижньогородського краю.
У серпні 1930 — січні 1932 року — голова Нижньогородської крайової Ради народного господарства (РНГ).
У січні 1932 — березні 1934 року — 1-й секретар Нижньогородського (Горьковського) міського комітету ВКП(б).
14 березня 1934 — 15 червня 1937 року — голова виконавчого комітету Горьковської крайової (обласної) Ради.
14 червня 1937 — 14 січня 1939 року — 1-й секретар Горьковського обласного комітету ВКП(б). З 23 жовтня 1937 року входив до складу особливої трійки НКВС СРСР по Горьковській області.
У січні 1939 — вересні 1945 року — заступник народного комісара зовнішньої торгівлі СРСР.
У вересні 1945 — березні 1947 року — торговий представник СРСР у Монгольській Народній Республіці.
У березні 1947 — серпні 1949 року — голова правління Всесоюзного об'єднання «Міжнародна книга» Міністерства зовнішньої торгівлі СРСР.
У серпні 1949 — червні 1951 року — начальник держінспекції з якості експортних товарів Міністерства зовнішньої торгівлі СРСР.
З червня 1951 року — персональний пенсіонер у Москві. Похований на Новодівочому цвинтарі Москви.

## Нагороди
- орден Леніна
- орден Трудового Червоного Прапора
- медаль «За доблесну працю у Великій Вітчизняній війні 1941—1945 рр.»